# Comminges (Adelsgeschlecht)
Comminges war ab dem 10. Jahrhundert die wichtigste Familie der französischen Pyrenäen.

## Besitz und Linien
Das Haus Comminges besaß unter anderem die Grafschaften Comminges, Couserans, Carcassonne, Razès, Foix, Bigorre, sowie die Vizegrafschaften Béziers, Agde und Béarn. Der Besitz war zumeist auf mehrere Linien verteilt.
Die ältere Linie mit Carcassonne, Béziers und Agde starb 1067 mit dem Tod des Grafen Ramón Roger II. aus.  Die mittlere Linie mit Foix und Béarn erlosch Anfang des 15. Jahrhunderts mit dem Tod der Gräfin Isabelle. Die jüngste Linie schließlich, die der Grafen von Comminges erlosch 1443 in ihrem Hauptstamm mit dem Tod der Gräfin Marguerite.
Der letzte Angehörige dieser jüngsten Linie und damit der Familie überhaupt war Roger II. de Comminges, Baron und 1613 Comte de Péguilhan, Vicomte de Montfaucon, der 1635 bezeugt ist.

## Stammliste (Auszug)

### Grafen von Carcassonne
1. NN (wohl Aznar)
  1. Arnaldo († vor 957), Comte de Comminges et de Couserans, ⚭ Arsinde, Comtesse de Carcassonne, Tochter von Graf Acfred II. von Carcassonne und Rasès, Seigneur de Foix (Haus Barcelona)
    1. Roger I., Comte de Carcassonne, de Rasès, de Couserans et de Comminges, ⚭ Adelais de Pons, Schwester von Balduin, Witwe seines Onkels Roger (de Comminges) (siehe unten)
      1. Ramón Roger I. († vor April 1011), Comte de Carcassonne, ⚭ Arsinde, Tochter von Guillaume, Vicomte de Béziers et d’Agde
        1. Pedro Ramón († wohl 1060), Graf von Carcassonne, Vizegraf von Béziers und Agde, ⚭ Rangarde de Toulouse
          1. Ramón Roger II. († 1067), Graf von Carcassonne et de Razès, Vizegraf von Béziers und Agde, nach seinem Tod fällt die Grafschaft Carcassonne an die Grafen von Barcelona
            1. Ermengarde, Erbin von Carcassonne, Razès, Béziers und Agde, ⚭ Vizegraf Raymond Bernard Trencavel von Albi und Nîmes
            2. Garsenda, ⚭ Raimón, Vizegraf von Narbonne
            3. Adelaide, ⚭ Guillermo Ramón, Graf von Cerdanya († 1055), (Haus Barcelona)

        2. Ramón Guillermo
          1.  ? Ramón Guillermo, Comte 1054

      2. Bernard Roger († 1036/1038), Comte de Couserans, de Foix et de Bigorre, ⚭ Garsenda, Comtesse de Bigorre († nach 1038), Erbtochter von García Arnaldo – Nachkommen siehe unten
      3. Pedro Roger († 1. August 1050), 1010 Bischof von Girona
      4. Ermesinde († 1. März 1057), ⚭ Graf Ramón Borrell von Barcelona und Osona († 1018), (Haus Barcelona)

    2. Odo († vor 1011), Comte de  Rasès
      1. Arnaldo, Comte de Rasès

    3. Ramón, 980 Comte de Comminges
      1. Bernardo I. († vor 998), Comte de Comminges

  2. Roger (949 bezeugt), ⚭ Adelais de Pons († nach 1011), Schwester von Balduin, sie heiratete in zweiter Ehe Roger I., Graf von Carcassonne und Rasès (siehe oben) – Nachkommen siehe unten

### Grafen von Foix bis Roger IV.
1. Bernard Roger († 1036/1038), Comte de Couserans, de Foix et de Bigorre, ⚭ Garsenda, Comtesse de Bigorre († nach 1038), Erbtochter von García Arnaldo
  1. Bernardo II. († vor 1077), Graf von Bigorre
    1. Ramón I. († 1080), Comte de Bigorre
    2. Clemencia († vor 1065), ⚭ Armengol III., Graf von Urgell, † 1065 (Haus Barcelona)
    3. Beatriz († nach 1095), Comtesse de Bigorre, ⚭ Centullo V. Gaston, Vicomte de Béarn et d'Oloron

  2. Roger I. († wohl 1064), Graf von Foix
  3. Pedro Bernardo († 1071), Graf von Couserans und Foix
    1. Roger II. († 1124), 1074 Comte de Foix, ⚭ I Siccarda, ⚭ II Estefania, Tochter von Guillermo II., Graf von Besalú
      1. Roger III. († 1147/1148), Graf von Foix, ⚭ Jiména, Tochter von Ramón Berenguer III., Graf von Barcelona, (Haus Barcelona)
        1. Roger Bernardo I. († November 1188), Graf von Foix, ⚭ Cecilia, Tochter von Raymon genannt Trencavel, Vicomte d‘ Agde et d‘Albi, de Carcassonne et de Rasèz
          1. Roger († 1182)
          2. Ramón Roger († März 1223), Graf von Foix
            1. Roger Bernardo II. († 1241), Graf von Foix, Vicomte de Castelbon, ⚭ I Ermesinde († 1229), Vicomtesse de Castelbon, Erbtochter von Vicomte Arnaldo, ⚭ II Ermengarde, Tochter von Aimery Manrique de Lara, Vicomte de Narbonne, (Haus Manrique de Lara)
              1. (I) Roger IV. († 1265), Comte de Foix, Vicomte de Castelbon, ⚭ Bruissende de Cardona († 1289), Tochter von Ramón VIII. Folch, 15. Vizconde de Cardona (Haus Folch de Cardona) – Nachkommen siehe unten
              2. (I) Esclarmonda, ⚭ Ramón IX. Folch, 16. Vizconde de Cardona, (Haus Folch de Cardona)
              3. (II) Cécile († 1270), ⚭ I Alvaro de Cabrera, Conde de Urgell, Vizconde de Cabrera y Ajar († 1267)

            2. Cécile, ⚭ Graf Bernard V. von Comminges († 1241), (siehe unten)
            3. (unehelich) Loup de Foix, Seigneur de Mirepoix – Nachkommen: das Haus Foix-Rabat.

        2. Dulce (Dulça) († nach 1209), ⚭ Ermengol VII. Graf von Urgell (Haus Barcelona)

    2. Pedro, 1084 Comte

  4. Heraclius, Bischof von Bigorre
  5. Gilberga († 1054), ⚭ 1036 mit König Ramiro I. von Aragon (X 1063), (Haus Jiménez)
  6. Estefanía († vor 1066), ⚭ 1038 König García III. (V.) von Navarra († 1054), (Haus Jiménez)

### Grafen von Foix ab Roger IV.
1. Roger IV. († 1265), Comte de Foix, Vicomte de Castelbon, ⚭ Bruissende de Cardona († 1289), Tochter von Ramón VIII. Folch, 15. Vizconde de Cardona (Haus Folch de Cardona) – Vorfahren siehe oben
  1. Roger Bernard III. († 3. März 1303), 1265 Graf von Foix und Vizegraf von Castelbon, ⚭ Margarita de Moncada, 1311 20. Vicomtesse de Béarn, Comtesse de Bigorre, Erbtochter von Gaston VII. de Moncada, 19. Vicomte de Béarn
    1. Gaston I. († 13. Dezember 1315), 1302 Graf von Foix und Bigorre, 21. Vizegraf von Béarn von Castelbon, Béarn, ⚭ 1301 Jeann d’Artois, 1315/24 Comtesse de Foix, † nach 1348, Tochter von Philipp von Artois, Seigneur de Conches-en-Ouche (Haus Frankreich-Artois)
      1. Gaston II. (* 1308; † September 1343), 1315 Graf von Foix und Bigorre, Vizegraf von Béarn und Marsan, ⚭ Eleonore, Comtesse de Comminges († nach 1365), Tochter von Comte Bernard VII. (siehe unten)
        1. Gaston III. Fébus (* 1331; † 1. August 1391), 1343 Graf von Foix etc, ⚭ 1349 Inés Infantin von Navarra, (* nach 1337; † 1396), Tochter von (Philipp II., König von Navarra, Haus Frankreich-Évreux)
          1. Gaston IV. († vor 1381), Vicomte de Béarn, ⚭ Beatrice d’Armagnac, Tochter von Jean II., Graf von Armagnac, (Haus Lomagne)

      2. Roger Bernard I. († 1352), Vizegraf von Castelbon
        1. Roger Bernard II. († 1381), Vicomte de Castelbon
          1. Mathieu († 1398), Vicomte de Castelbon et de Béarn, ⚭ Juana Infantin von Aragón († 1407), Tochter von Juan I., König von Aragón, (Haus Barcelona)
          2. Isabelle, 1398 Comtesse de Foix, Vicomtesse de Béarn et de Castelbon, ⚭ 1381 Archambaud de Grailly, Captal de Buch († 1413), (Haus Grailly)

      3. Robert, 1338 Bischof von Lavaur
      4. Blanca, ⚭ 1328 mit Jean II. de Grailly, Captal de Buch, Vizegraf von Bénauges und Castillon, (Haus Grailly)
      5. Jeanne († 1357/58), ⚭ 1331 mit Pedro Infant von Aragon, Graf von Ribagorza, Ampurias und Prades († 1381)

    2. Constance, ⚭ 1296 mit Johann I. de Lévis, Herr von Mirepoix (Haus Lévis)
    3. Mathe, ⚭ Bernard IV., Graf von Astarac († vor 1324)
    4. Marguerite († 1304), ⚭ 1291 Bernard Jourdain IV., Herr von l’Isle-Jourdain
    5. Brunissende († nach 1316), ⚭ 1298 mit Elias VII., Graf von Périgord, (Haus Périgord)
    6. (unehelich) Arnauld († nach 1350), 1299 Bischof von Pamiers

  2. Sibylle († vor 1289), ⚭ Aimery VI. Vizegraf von Narbonne, (Haus Manrique de Lara)
  3. Inès, ⚭ Eschivat (IV.) de Chabanais, Comte de Bigorre, Vicomte de Couserans († 1283)
  4. Philippa († nach 1310), ⚭ 1264 mit Arnaud I. de Comminges, Vicomte de Couserans, Comte de Pallars († nach 1310)
  5. Esclarmonde († nach dem 22. November 1299), ⚭ 1272 mit Jakob II. († 1311), König von Mallorca, Graf von Roussillon, (Haus Barcelona)

### Grafen von Comminges bis Bernard IV.
1. Roger (949 bezeugt), ⚭ Adelais de Pons († nach 1011), Schwester von Balduin, sie heiratete in zweiter Ehe Roger I., Graf von Carcassonne und Rasès (siehe oben) – Vorfahren siehe oben
  1. Arnaldo (949 bezeugt)
    1. Roger I., Conde de Comminges (1003/um 1035)
      1. Arnaldo II., Conde de Comminges (um 1035/um 1070)
        1. Roger II. († vor 1105), Conde de Comminges (1058–1073)
          1. Bernardo I. (X wohl 1145), Conde de Comminges vor 1114/1144
            1. Bernardo II. († vor 1153), Conde de Comminges
            2. Dodo, genannt Bernardo III., 1153 Conde de Comminges, ⚭ NN de Toulouse, Tochter von Alphonse Jourdain, Herzog von Narbonne, Markgraf von Provence, Graf von Toulouse, (Haus Toulouse)
              1. Bernard IV., Comte de Comminges et de Bigorre, Vicomte de Marsan, ⚭ I Stephanie, genannt Beatrix, Comtesse de Bigorre, Vicomtesse de Marsan, Tochter von Centullo III., ⚭ II Comtors de La Barthe († nach 1234), Tochter von Vicomte Arnaldo Guillén, ⚭ III Maria von Montpellier († 1213), Tochter von Guillaume Sire de Montpellier und Eudoxia Komnene, sie heiratete in zweiter Ehe Pedro II., König von Aragón etc. (X 1213), (Haus Barcelona), ⚭ IV erneut Comtors de La Barthe, seine 2. Ehefrau – Nachkommen siehe unten
              2. Gui, Seigneur de Sainte-Foi et de Savès – Nachkommen : die Herren und Grafen von Péguilhan († nach 1635)
              3. Fontaner (nach 1180 bezeugt) – Nachkommen: die Herren von Aspet († nach 1403)

            3. Gui, ⚭ Bertrande Vizcondesa de Aster, Erbtochter von Vizconde Beltrán IV. – Nachkommen: die Vicomtes d'Aure, die Comtes und Ducs de Gramont (siehe Haus Aure)
            4. Arnaldo Roger, 1153–1155 Bischof von Comminges
            5. Bernarda, ⚭ Roger de Béziers, Graf von Carcassonne, Albi und Razès († 1150), (Trencavel)

      2. Bernardo († vor 1060), 1056–1058 Bischof von Comminges

    2. Odo († vor 1035), Conde de Comminges um 1005
    3. Bernardo, 1035 Bischof von Toulouse

  2. Pedro, von 978 bis um 1025 Bischof von Comminges

### Grafen von Comminges ab Bernard IV.
1. Bernard IV., Comte de Comminges et de Bigorre, Vicomte de Marsan, ⚭ I Stephanie, genannt Beatrix, Comtesse de Bigorre, Vicomtesse de Marsan, Tochter von Centullo III., ⚭ II Comtors de La Barthe († nach 1234), Tochter von Vicomte Arnaldo Guillén, ⚭ III Maria von Montpellier († 1213), Tochter von Guillaume Sire de Montpellier und Eudoxia Komnene, sie heiratete in zweiter Ehe Pedro II., König von Aragón etc. (X 1213) (Haus Barcelona), ⚭ IV erneut Comtors de La Barthe, seine zweite Ehefrau – Vorfahren siehe oben
  1. (I) Pétronille (1251 bezeugt), Gräfin von Bigorre und Vizegräfin von Marsan, ⚭ I Vizegraf Gaston VI. von Béarn († 1214), ⚭ II 1215 mit Nuno Sanchez von Roussillon († 1242), (Haus Barcelona), ⚭ III 1216 Guy de Montfort (X 1220), (Haus Montfort-l’Amaury, ⚭ IV 1221 Aymeri de Rançon (X 1226), ⚭ V 1228 Boson de Matha († 1247), Herr von Cognac
  2. (II) Bernard V. († 30. November 1241), Graf von Comminges
    1. Bernard VI. († nach 1295), 1241 Graf von Comminges
      1. Bernard VII. († 1312), Graf von Comminges, ⚭ Laure de Montfort († vor 1300), Tochter von Philippe, Seigneur de Castres, Conte di Squillace (Haus Montfort-l’Amaury)
        1. Bernard VIII. (1336 bezeugt), 1308 Vicomte de Turenne, 1312 Comte de Comminges, ⚭ I Puelle, Tochter von Géraud VI., Graf von Armagnac, ⚭ II Marguerite Vizegräfin von Turenne, Tochter von Vicomte Raymond VII., ⚭ IV Mathe de L’Isle-Jourdain († nach 1352), Tochter von Bernard Jourdain IV.
          1. (III) Cécile († 1384), ⚭ Jaime Infant von Aragón, 1328 Graf von Urgell († 1347), (Haus Barcelona)
          2. (III) Jeanne, 1336/98 bezeugt, ⚭ Pierre Raimond II., Graf von Comminges (siehe unten), † 1375/1376
          3. (III) Eleonore, † nach 1397; ⚭ 15. Dezember 1349 (Ehevertrag) Guillaume Roger III., † 28. März 1394 in Paris, Comte de Beaufort (Haus Rogier de Beaufort)

        2. Pierre Raimond I. († 1341), 1336 Comte de Comminges
          1. Pierre Raimond II. († 1375/76), 1341 Comte de Comminges, ⚭ Jeanne de Comminges, Tochter von Graf Bernard VII. (siehe oben)
            1. Aliénor, ⚭ I Bernard II., Baron de L’Isle-Jourdain, ⚭ II Jean II., Graf von Auvergne und Boulogne (Haus Auvergne)
            2. Marguerite († 1443), 1375 Comtesse de Comminges, ⚭ I Jean III. Graf von Armagnac (X 1391), ⚭ II Jean II. d’Armagnac, 1401 Vicomte de Fézensaguet († wohl 1402), ⚭ III Mathieu  de Foix, Comte de Comminges, Ritter des Ordens vom Goldenen Vlies († 1453), (Haus Grailly)

        3. Gui († wohl 1350), Seigneur d’Albigeois
        4. Arnaud († nach 1336), 1317 Bischof von Lombez, 1327 Bischof von Clermont
        5. Jean Raimond († 1348), 1309 Bischof von Maguelonne, 1312 Erzbischof von Toulouse, 1327 Kardinal
        6. Cécile († nach 1354), ⚭ I Amanieu, Graf von Astarac († 1331), ⚭ II Johann II., Markgraf von Montferrat († 1372), (Palaiologen)
        7. Eleonore (Aliénor) († nach 1365), bis 1327 Comtesse de Comminges, ⚭ Gaston II., Graf von Foix († 1343), (siehe oben)

      2. Arnaud Roger († Oktober 1298), 1297 Bischof von Toulouse
      3. Mascarosse, ⚭ Henri II. Graf von Rodez

  3. (IV) Arnaud Roger (* 1214; † 1260), 1241 Bischof von Comminges